# سوراب، پاکستان
سوراب (به انگلیسی: Surab) یک منطقهٔ مسکونی در پاکستان است که در ایالت بلوچستان واقع شده‌است. سوراب ۲۰۰٬۰۰۰ نفر جمعیت دارد و ۱٬۷۷۱ متر بالاتر از سطح دریا واقع شده‌است.